# Коронавірусна хвороба 2019 у Панамі
Спалах коронавірусної хвороби 2019 у Панамі — це поширення пандемії коронавірусної хвороби 2019 на територію Панами. Перший випадок у країні зареєстровано 9 березня 2020 року в 40-річної громадянки країни, яка поверталась на батьківщину з Іспанії, в міжнародному аеропорту Токумен. Про перший випадок хвороби в країні 9 березня повідомив міністр охорони здоров'я Панами доктор Росаріо Тернер, зазначивши, що цей випадок підтверджено після проведення тесту на коронавірус в Меморіальному інституті Горгаса в столиці країни Панамі. Перша смерть від коронавірусної хвороби в країні підтверджена 10 березня 2020 року, померлим став директор середньої школи в місті Панама. У зв'язку з початком епідемії коронавірусної хвороби в країні президент Панами Лаурентіно Кортісо 13 березня видав декрет про запровадження надзвичайного стану в країні На відміну від інших країн регіону, в яких надзвичайний стан запроваджувався на конкретний термін, у Панамі його запровадили на невизначений термін.
Станом на 10 жовтня в країні проведено 423054 обстеження на коронавірус, виявлено 115919 позитивних випадки обстеження, 2430 хворих померло, 92423 одужали.

## Хронологія
10 березня 2020 року, в день, коли в Панамі зареєстровано першу смерть від коронавірусної хвороби, в країні зареєстровано 36 випадків коронавірусної хвороби. Хворих виявлено у провінції Панама (округи Панама-Північ, Панама-Центр та Сан-Мігеліто), провінції Західна Панама (муніципалітети Барріо-Колон і Ла-Чоррера), у цей день призупинено низку авіарейсів з Європи. 14 березня кількість хворих зросла до 43, з яких 37 перебували на самоізоляції удома, 5 госпіталізовані, 2 з них знаходились у критичному стані, 1 хворий помер. Хворі зареєстровані в провінції Панама (місто Панама, округи Панама-Північ і Сан-Мігеліто). Уряд Панами запровадив нові заходи з боротьби з поширенням коронавірусної хвороби, зокрема створення мережі лабораторних послуг, забезпечення відвідувань медичними працівниками на дому ймовірних хворих коронавірусною хворобою, обмеження транспортного сполучення в країні, та з Європою та Азією задля сповільнення поширення хвороби всередину країни. Одночасно уряд заборонив відвідування будинків престарілих, щоб запобігти поширенню хвороби серед уразливої частини населення.
15 березня кількість хворих коронавірусною хворобою в країні зросла до 55, нові хворі зареєстровані в провінціях Вераґуас (округ Сона) і Колон (Барріо-Норте та місто Колон). Уряд Панами запровадив низку нових заходів для стримування коронавірусної інфекції, зокрема заборонено проведення розважальних заходів у готелях, барах, барбекю, дискотеках, їдальнях, казино, а також на дитячих майданчиках, що працюють у ресторанах; заборонений доступ до морських пляжів та річок, а також в'їзд на курорти; обмежений в'їзд іноземних громадян до країни; міністерство освіти призупинило навчання в усіх учбових закладах, та замовило модулі для студентів для онлайн-навчання.
16 березня повідомлено, що в країні зареєстровано 69 хворих коронавірусною хворобою, з них 7 знаходиться у відділеннях інтенсивної терапії. Пізніше представники влади країни повідомили, що в країні виявлено 86 хворих, з них 30 % в осіб, молодших 39 років. Найбільш постраждалими районами є провінція Панама (місто Панамський, Панама-північ та округ Сан-Мігеліто), провінція Західна Панама, де зареєстровано 15 нових випадків, переважно в районі Аррайхан, округ Ла-Чоррера, провінції Колон (Барріо-Норте) та провінції Верагуас. Уперше накладено покарання на хворого, який не дотримувався карантину, у Ла-Чоррері. Вищий судовий орган Панами та міністерство юстиції призупинило розгляд судових справ у зв'язку з пандемією хвороби. Міністерство охорони здоров'я Панами та фонд соціального страхування країни провели перевірку в лікарні міста Сона у зв'язку з виявленням у ній 2 випадків коронавірусної хвороби. Пізніше заступник міністра охорони здоров'я країни Луїс Франсіско Сукре особисто відвідував Сону та підтвердив, що 4 нових випадки хвороби в місті пов'язані з інфікуванням у лікарні імені Луїса Чічо Фабрега в столиці провінції місті Сантьяго-де-Вераґуас. На засіданні уряду 18 березня запроваджено наступні заходи для боротьби з епідемією коронавірусної хвороби: президентським указом введено комендантську годину на всій території країни, розпорядженням уряду розпочато роботу з будівництва модульної лікарні зі строком спорудження один місяць, введена нульова торгова націнка на засоби гігієни та дезинфікуючі засоби, виплата компенсації хворим коронавірусною хворобою компенсації в еквіваленті 100 доларів.
19 березня виявлено 109 нових хворих коронавірусною хворобою, нові інфіковані коронавірусом виявлені в провінції Панама (12 у Північній Панамі, 12 у Сан-Мігеліто, і 58 у Столичній області), Західній Панамі 22, Верагуас 4, та провінції Колон 1. Пізніше повідомлено про виявлення вже 137 випадків хвороби.
У цей же день, 19 березня, за дорученням президента країни, призупинила свою роботу з 23 березня до 12 квітня національна благодійна лотерея. Згідно розпорядження президента країни з 11:59 22 березня 2020 року призупиняється авіасполучення з країною.
20 березня міністерство охорони здоров'я та міністерство громадської безпеки Панами згідно указу президента № 499 встановили санітарні кордони на кордонах провінцій Панама, Західна Панама та Колон, перевірка на яких здійснюється силовими службами Панами.
23 березня президент країни разом із міністром охорони здоров'я оголосили про запровадження комендантської години на всій території країни згідно з виконавчим указом № 505 з 17:00 до 5:00, а також запровадження робочого часу державних служб з 8:00 до 12:00 дня, яке вступає в дію з наступного дня.
24 березня у виступі на загальнонаціональному каналі телебачення президент країни повідомив про запровадження цілодобової комендантської години з 5:01 25 березня, та оголосив про запровадження економічного заходу в боротьбі з епідемією під назвою «Солідарний план Панами», одним із компонентів якого став захід «Захистіть себе Панамським планом», у рамках якого особам, які особливо постраждали під час епідемії, безкоштовно буде доставлятися їжа та інші товари першої необхідності.
Міністр громадської безпеки країни Хуан Піно повідомив, що день виходу в місто під час цілодобової комендантської години залежить від дня тижня, в який дозволяється вихід у місто лише особам певної статі, та останньої цифри персонального посвідчення особи.
25 березня міністерство охорони здоров'я Панами підтвердило перші 2 одужання після коронавірусної хвороби в країні.
27 березня президент республіки та уряд повідомили про смерть комісара поліції Хуана Лескано, першого службовця панамської поліції, який помер від коронавірусної хвороби.
Станом на 30 березня кількість підтверджених випадків хвороби в країні досягла 1075, з початку епідемії в країні померли 27 хворих.
Станом на 6 квітня кількість випадків хвороби в країні перевищила 2 тисячі, та становила 2100. За час епідемії від коронавірусної хвороби в країні померли 55 хворих.
7 квітня міністерство юстиції та міністерство охорони здоров'я країни повідомили про перші 2 підтверджені випадки коронавірусної хвороби у пенітенціарному центрі Нуева-Есперанса-де-Колон.
9 квітня президент Панами дозволив скоротити строки ув'язнення 65 особам, засуджених до позбавлених волі під час пандемії.
Станом на 11 квітня у Панамі перевищено поріг у 3 тисячі випадків коронавірусної хвороби, загалом зареєстровано 3234 випадків хвороби, 79 померлих унаслідок коронавірусної хвороби, одужало 23 хворих.
16 квітня міністр громадських робіт Панами представив у міністерстві охорони здоров'я країни завершене будівництво нової лікарні під назвою «Панама Солідаріо». Станом на 16 квітня кількість випадків хвороби в країні перевищила показник у 4 тисячі, та становила 4016 підтверджених випадків, 106 хворих померли, 1809 клінічних одужань та 98 лабораторних одужань.
18 квітня міністерство охорони здоров'я країни повідомило про зміну класифікації одужань на два види: клінічне та епідеміологічне одужання.
20 квітня міністерство охорони здоров'я країни повідомило про початок лікування хворих коронавірусною хворобою плазмою осіб, які одужали від коронавірусної хвороби, на цей день у Панамі зареєстровано 204 одужання. 21 квітня міністр охорони навколишнього середовища країни Мільтіадес Консепсьйон став першим добровільним донором плазми після одужання від коронавірусної хвороби.
23 квітня кількість випадків хвороби в країні перевищила 5 тисяч, досягши показника в 5166 випадків, зареєстровано 174 смерті від коронавірусної хвороби, 2260 клінічних одужань та 271 лабораторних одужань.
27 квітня кількість зареєстрованих випадків хвороби в країні перевищила 6 тисяч, досягнувши показника 6021 підтверджених випадків, 167 хворих померли, зареєстровано 2455 клінічних одужань та 455 лабораторних одужань. У країні проведено 27834 тестів на коронавірус.
2 травня кількість випадків хвороби в країні перевищила 7 тисяч, зареєстровано 7090 підтверджених випадків хвороби, 197 хворих померли, зареєстровано 2503 клінічних одужань та 641 лабораторних одужань.
8 травня кількість випадків коронавірусної хвороби в країні перевищила 8 тисяч, зареєстровано 8070 підтверджених випадків хвороби, 231 хворих померли, 4500 хворих одужали, уряд Панами вирішив скасувати сухий закон в країни, міністр охорони здоров'я Росаріо Тернер повідомив про початок роботи над протоколами скасування карантину.
16 травня кількість випадків коронавірусної хвороби в країні перевищила 9 тисяч, та становила 9118, померло 269 хворих, 6080 хворих одужали, уряд Панами схвалив план початку відновлення економіки, дозволивши роботу автомеханічних майстерень та некваліфікованих працівників.
21 травня кількість випадків хвороби в країні перевищила 10 тисяч, досягнувши рівня 10116 випадків, 291 хворих померли та 6245 одужали.
25 травня кількість випадків хвороби в країні перевищила 11 тисяч, досягнувши рівня 11116 хворих, 310 хворих померли, 6279 одужали.
26 травня уряд Панами за погодженням з міністерствами охорони здоров'я, громадської безпеки, праці та економіки та торгівлі та промисловості, повідомив про початок другого етапу відкриття закладів обслуговування, зокрема частини магазинів, та скасування цілодобової комендантської години.
Станом на 2 червня у країні зареєстровано 13837 випадків коронавірусної хвороби, 344 хворих померли, 9514 хворих одужали.
Станом на 18 червня в країні зареєстровано 21962 випадків хвороби, 13774 одужань, померли 470 хворих. Уряд Панами ухвалив план подальшого відновлення економіки, надавши список підприємств, які можуть відновити роботу на наступному етапі відновлення роботи закладів.
Станом на 24 вересня в країні зареєстровано 108990 випадків хвороби, 2291 хворих померли, та 84437 хворих одужали. Станом на 2 листопада було зареєстровано 134915 випадків хвороби, з них 112565 одужали та 19630 активних випадків. 15 грудня Панама схвалила екстрене використання вакцини Pfizer проти COVID-19, хоча вона не була доступна в країні до початку 2021 року, тому було продовжено карантин до кінця року для стримування пандемії.
20 січня 2021 року міністерство охорони здоров'я підтвердило надходження в країну перших 12840 доз вакцини проти COVID-19-19 о 12:30 до міжнародного аеропорту Токумен. З цим відновленням поставок гарантувалося, що 450 тисяч доз, узгоджених для Панами, надійдуть до країни в першому кварталі 2021 року. З наступного дня з 10:30 ранку розпочалася загальнонаціональна вакцинація, першими вакцину ввели медсестрі відділення інтенсивної терапії Віолеті Едіт Гаона де Кочеран у лікарні Санто-Томас і лікарю інтенсивної терапії Сімону Теоктісто в лікарняному комплексі імені Арнульфо Аріаса.
Управління урядових інновацій через свого директора Луїса Оліву повідомило про угоду між Apple і Google і урядом Республіки Панама щодо активації повідомлень про зараження COVID-19 через мобільні програми на мобільних телефонах «Panamanians», яка, починаючи з 15 лютого, буде доступна на мобільних телефонах iOS, а пізніше на телефонах Android, Панама є піонером у регіоні у запровадженні такого типу функцій для покращення відстеження випадків хвороби.
1 березня 2021 року міністерство охорони здоров'я Панами повідомило, що країна придбає майже 2 мільйони додаткових доз вакцини проти COVID-19 американської фармацевтичної компанії «Pfizer» за майже 24 мільйони доларів США. Ця закупівля буде додана до початкового придбання 3 мільйонів доз, про яке країна оголосила в листопаді минулого року, з яких майже 158 тисяч доз було отримано 3 партіями. Панама також приєдналася до механізму солідарного розподілу COVAX, яким керувала Всесвітня організація охорони здоров'я, і на той час у країні було щеплено близько 100 тисяч осіб при населені на той час 4,2 мільйона жителів.